# Vołosi
Vołosi – polska grupa muzyczna powstała w 2010 roku. Zagrali ponad 820 koncertów (2025).

## Historia

### Początki
Bracia Krzysztof (ur. 1978) i Stanisław (ur. 1986) Lasoniowie pochodzą z rodziny o tradycjach muzycznych. Ich ojciec, Aleksander Lasoń, jest kompozytorem i dyrygentem, a matka, Anna Lasoń, była pianistką. Od wczesnych lat łączyli edukację klasyczną z działalnością w obszarze muzyki współczesnej. Bracia Lasoniowie przez lata współtworzyli Orkiestrę Muzyki Nowej – jedną z czołowych polskich formacji wykonujących muzykę współczesną. W 2004 roku bracia spotkali w Beskidach improwizujących muzyków tradycyjnych. Efektem było spontaniczne jam session, które zapoczątkowało wyjątkowy dialog muzyczny pomiędzy artystami pochodzącymi z różnych światów dźwiękowych. W wywiadzie dla niemieckiego magazynu „Folker” Stanisław Lasoń wspominał: „To było jak trzęsienie ziemi. To, czego doświadczaliśmy, prowadząc muzyczny dialog, stało się uzależniające”.

### Albumy
Debiutancki album „Vołosi” (2011) został wydany przy współpracy z Programem 2 Polskiego Radia i wydawnictwem Unzipped Fly. Utwór „Zmierzch” zdobył Grand Prix konkursu EBU (European Broadcasting Union) „Svetozar Stracina” w Bratysławie.
Drugi album, „Nomadism” (2014), miał premierę w Studiu im. Witolda Lutosławskiego. Płyta była notowana na listach World Music Charts Europe, zdobyła pozytywne recenzje m.in. w „Songlines”, „fRoots” oraz „The Guardian”.
W 2019 roku zespół wydał wspólny album z węgierskim skrzypkiem Félixem Lajkó. Płyta uzyskała m.in. tytuł „Album of the Year” brytyjskiego magazynu „Songlines”, zajęła 1. miejsce na Balkan World Music Chart i 2. miejsce na World Music Charts Europe.
Czwarty album zespołu, „200 Weeks Ago”, ukazał się w 2023 roku. Został nagrany podczas pandemii COVID-19 w opuszczonym starym dworze w Karpatach, w specjalnie na ten cel zbudowanym studiu i stanowi muzyczną refleksję nad czasem – jego ulotnością, trwaniem i emocjonalnym doświadczaniem chwili. Krytycy opisują album jako zapis stanu, który wymyka się liniowej narracji i pozostawia słuchacza zawieszonego poza konkretnym porządkiem czasu. Jan Willem Broek (De Subjectivisten) nazwał go „porywającym doświadczeniem dźwiękowym”. Album otrzymał pięciogwiazdkową recenzję w magazynie „Songlines”, gdzie Simon Broughton opisał jeden z utworów jako „dwie minuty najszybszego grania, jakie kiedykolwiek słyszeliście”. Mattie Poels (Music Frames) podkreślił „spójność, pewność wykonawcza i przystępność dla szerokiej publiczności”, a Holly Moors (Moors Magazine) określiła go jako „uzależniający” i „chwytający za gardło”. Album znalazł się również w Top 3 listy World Music Charts Europe.

### Trasy koncertowe
Vołosi zagrali ponad 820 koncertów (2025). Występowali m.in. na festiwalach Sziget Festival (Węgry), Colours of Ostrava (Czechy), Hamamatsu World Music Festival (Japonia), The Opening Gala of Womex 2017 (Polska), Rainforest World Music Festival (Malezja), Sori Festival (Korea Południowa), Shenzhen Music Festival (Chiny), Naxos Festival (Grecja), a także w salach koncertowych takich jak Wiener Konzerthaus (Austria), King’s Place (Londyn), Concertgebouw (Amsterdam).
Vołosi wykonali oprawę muzyczną gali Stockholm Water Prize 2015 w Stadshuset w Sztokholmie przed królem Szwecji Karolem XVI Gustawem. Ich koncerty były transmitowane przez BBC, WDR3, 2 i 3 Program Polskiego Radia, Ö1 oraz koreańską stację MBC.

## Skład
- Krzysztof Lasoń – skrzypce
- Stanisław Lasoń – wiolonczela
- Jan Kaczmarzyk – altówka
- Robert Waszut – kontrabas
- Piotr Szczotka – skrzypce

## Dyskografia
- „Vołosi” (2011)[14]
- „Nomadism” (2015)[15]
- „Félix Lajkó & Vołosi” (2019)[16]
- „200 Weeks Ago” (2023)[17]